# República Soviètica de la Xina
La República Soviètica de la Xina (RSX) fou una àrea controlada pel Partit Comunista de la Xina durant la Guerra Civil. És sovint referenciada en fonts històriques com el Soviet de Jiangxi, per ésser el territori més gran que la comprenia (el Soviet de Jiangxi-Fujian).
Va ser fundada el novembre 1931 per Mao Zedong, el General Zhu De i d'altres membres del Partit Comunista de la Xina, il'any 1937 es va dissoldre. El territori dispers de la RSX comprenia el Soviet Nord-oriental de Jiangxi, el de Hunan-Jiangxi, Hunan-Hubei-Jiangxi, Honghu, Hunan-Hubei-Sichuan-Guizhou, Shaanxi-Gansu, Sichuan-Shensi, Hubei-Henan-Anhui i Haifeng-Lufeng.
La RSX va ser destruïda després d'una sèrie de derrotes militars davant l'Exèrcit Revolucionari Nacional (branca armada del Guomindang, KMT) el 1934. Després de l'incident de Xi'an, el desembre 1936, el PCX i KMT van crear un Front Unitari per resistir la invasió japonesa, fet que va portar al PCX a reconèixer, temporalment, Chiang Kai-shek com a màxima autoritat de la Xina i a la dissoldre oficialment la República soviètica el 22 de setembre de 1937.

## Creació
El 7 de novembre de 1931 (aniversari de la revolució russa) es va realitzar la Conferència Nacional de Delegats del Poble Soviètic a Ruijin (瑞金), a la província de Jiangxi. En aquells moments, Ruijin era la capital i la República va rebre assistència de la Unió Soviètica perquè es realitzés la reunió. La República Soviètica de la Xina (en xinès: "中華蘇維埃共和國") va néixer llavors, tot i que la majoria de la Xina era controlada pel Govern Nacional de la República de la Xina. Al llarg de la jornada es va realitzar una cerimònia militar que va comptar amb la presència de Mao Zedong i d'altres líders comunistes.
Amb Mao Zedong com a cap d'estat (中央執行委員會主席, "President del Comitè Central Executiu") i cap de govern (人民委員會主席, "President del Consell de Comissaris del Poble"), la República va anar expandint-se, fins a arribar a un màxim de 30.000 quilòmetres quadrats i una població de tres milions d'habitants. La seva economia era més estable que la majoria de les àrees controlades pels senyors de la guerra que controlaven d'altres regions xineses. Durant la dècada dels 30, l'Exèrcit Roig xinès tenia més de 130.000 milicians.

## Dissolució
La República Soviètica de la Xina va existir formalment durant el període en què els comunistes controlaven àrees del Soviet de Hubei-Henan-Shaanxi. Bao'an n'era la capital fins que va ésser desplaçada a Yan'an. La República va ser dissolta el 22 de setembre de 1937 quan el Partit Comunista va acceptar d'integrar-se al Segon Front Unitari del Guomindang, durant la segona guerra sinojaponesa. No obstant això, el PCX va seguir mantenint el control de facto de Yan'an, al llarg de tota la guerra contra el Japó.